# Campionati del mondo di ciclocross - Gara femminile Elite
La gara femminile Elite è una delle prove disputate durante i campionati del mondo di ciclocross. Si tenne per la prima volta nel 2000.

## Albo d'oro
Aggiornato all'edizione 2025.
| Anno | Vincitrice                 | Seconda              | Terza                 |
| ---- | -------------------------- | -------------------- | --------------------- |
| 2000 | Hanka Kupfernagel          | Louise Robinson      | Daphny van den Brand  |
| 2001 | Hanka Kupfernagel          | Corine Dorland       | Daphny van den Brand  |
| 2002 | Laurence Leboucher         | Hanka Kupfernagel    | Daphny van den Brand  |
| 2003 | Daphny van den Brand       | Hanka Kupfernagel    | Laurence Leboucher    |
| 2004 | Laurence Leboucher         | Maryline Salvetat    | Hanka Kupfernagel     |
| 2005 | Hanka Kupfernagel          | Sabine Spitz         | Mirjam Melchers       |
| 2006 | Marianne Vos               | Hanka Kupfernagel    | Daphny van den Brand  |
| 2007 | Maryline Salvetat          | Katherine Compton    | Laurence Leboucher    |
| 2008 | Hanka Kupfernagel          | Marianne Vos         | Laurence Leboucher    |
| 2009 | Marianne Vos               | Hanka Kupfernagel    | Katherine Compton     |
| 2010 | Marianne Vos               | Hanka Kupfernagel    | Daphny van den Brand  |
| 2011 | Marianne Vos               | Katherine Compton    | Kateřina Nash         |
| 2012 | Marianne Vos               | Daphny van den Brand | Sanne Cant            |
| 2013 | Marianne Vos               | Katherine Compton    | Lucie Chainel-Lefèvre |
| 2014 | Marianne Vos               | Eva Lechner          | Helen Wyman           |
| 2015 | Pauline Ferrand-Prévot     | Sanne Cant           | Marianne Vos          |
| 2016 | Thalita de Jong            | Caroline Mani        | Sanne Cant            |
| 2017 | Sanne Cant                 | Marianne Vos         | Kateřina Nash         |
| 2018 | Sanne Cant                 | Katherine Compton    | Lucinda Brand         |
| 2019 | Sanne Cant                 | Lucinda Brand        | Marianne Vos          |
| 2020 | Ceylin del Carmen Alvarado | Annemarie Worst      | Lucinda Brand         |
| 2021 | Lucinda Brand              | Annemarie Worst      | Denise Betsema        |
| 2022 | Marianne Vos               | Lucinda Brand        | Silvia Persico        |
| 2023 | Fem van Empel              | Puck Pieterse        | Lucinda Brand         |
| 2024 | Fem van Empel              | Lucinda Brand        | Puck Pieterse         |
| 2025 | Fem van Empel              | Lucinda Brand        | Puck Pieterse         |

## Medagliere
| Pos.   | Nazione       | Oro | Argento | Bronzo | Totale |
| ------ | ------------- | --- | ------- | ------ | ------ |
| 1      | Paesi Bassi   | 15  | 11      | 14     | 40     |
| 2      | Germania      | 4   | 6       | 1      | 11     |
| 3      | Francia       | 4   | 2       | 4      | 10     |
| 4      | Belgio        | 3   | 1       | 2      | 6      |
| 5      | Stati Uniti   | 0   | 4       | 1      | 5      |
| 6      | Gran Bretagna | 0   | 1       | 1      | 2      |
| 6      | Italia        | 0   | 1       | 1      | 2      |
| 8      | Rep. Ceca     | 0   | 0       | 2      | 2      |
| Totale | Totale        | 26  | 26      | 26     | 78     |

| Pos. | Atleta                     | Oro | Argento | Bronzo | Totale |
| ---- | -------------------------- | --- | ------- | ------ | ------ |
| 1    | Marianne Vos               | 8   | 2       | 2      | 12     |
| 2    | Hanka Kupfernagel          | 4   | 5       | 1      | 10     |
| 3    | Sanne Cant                 | 3   | 1       | 2      | 6      |
| 4    | Fem van Empel              | 3   | 0       | 0      | 3      |
| 5    | Laurence Leboucher         | 2   | 0       | 3      | 5      |
| 6    | Lucinda Brand              | 1   | 4       | 3      | 8      |
| 7    | Daphny van den Brand       | 1   | 1       | 5      | 7      |
| 8    | Maryline Salvetat          | 1   | 1       | 0      | 2      |
| 9    | Pauline Ferrand-Prévot     | 1   | 0       | 0      | 1      |
| 9    | Thalita de Jong            | 1   | 0       | 0      | 1      |
| 9    | Ceylin del Carmen Alvarado | 1   | 0       | 0      | 1      |